# Werner Bauch
Werner Bauch (* 12. Oktober 1902 in Plauen, Königreich Sachsen; † 12. Mai 1983 in Dresden, DDR) war ein Landschaftsarchitekt und Hochschullehrer, der als Grünplaner des KZ Auschwitz bekannt wurde.

## Leben und Wirken

### Ausbildung und Wirken bis 1945
Werner Bauch kam als Sohn eines Gärtners in Plauen zur Welt. Er besuchte 1909 bis 1919 zuerst die Volks- und später die Oberrealschule in Plauen. Hieran schloss sich eine landwirtschaftliche und gartenbauliche Ausbildung. Von 1924 bis 1926 studierte er an der Staatlichen Forschungsanstalt für Gartenbau in Dresden-Pillnitz Gartenbautechnik und absolvierte ein Zusatzstudium der Baukunst an der Technischen Hochschule Stuttgart. Anschließend betrieb Bauch als freischaffender Gartenarchitekt in Jößnitz bei Plauen ein Büro für Gartengestaltung. In dieser Zeit war er an der Gestaltung der Kurbäder Franzensbad, Sankt Joachimsthal, Oberschlema und Saalfeld beteiligt.
Er trat zum 1. Mai 1933 der NSDAP bei (Mitgliedsnummer 2.436.411). In der Zeit des Nationalsozialismus war Bauch unter Alwin Seifert als Landschaftsanwalt beim Reichsautobahnbau tätig. Ab 1942 wurde Bauch, wie viele seiner Kollegen, als Zivilist bei der Organisation Todt beschäftigt. Sein Zuständigkeitsbereich waren die Beskiden, weshalb er aufgrund der räumlichen Nähe auch für Auschwitz verantwortlich war. Nachdem sein Mentor Seifert im August 1942 in Auschwitz geweilt hatte, übernahm Bauch den Entwurf und die Ausführung für die Grüne Grenze zwischen Stadt und Konzentrationslager. Diese Gestaltung diente dazu, die Zustände im Lager zu verschleiern. Im Juli 1943 hatte Bauch diese Aufgabe abgeschlossen. Bauchs Ausführungen in der NS-Zeit zeigen völkisches Gedankengut, das er auch in seine Planung einfließen ließ.
Bauch wurde „ordnungsgemäß und ohne Einschränkungen“ durch die Kreisentnazifizierungskommission des Landkreises Plauen am 12. Januar 1948 entnazifiziert.

### Landschaftsplaner und Hochschullehrer in der DDR

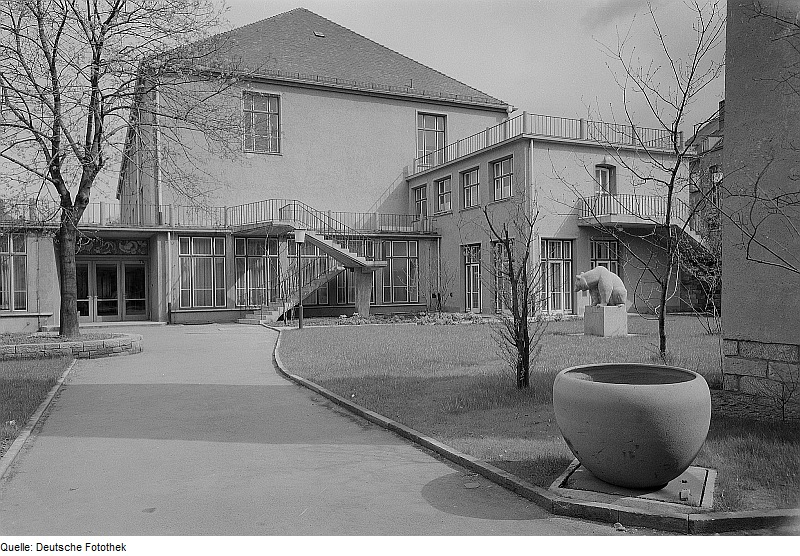
Innenhof Alte Mensa Dresden

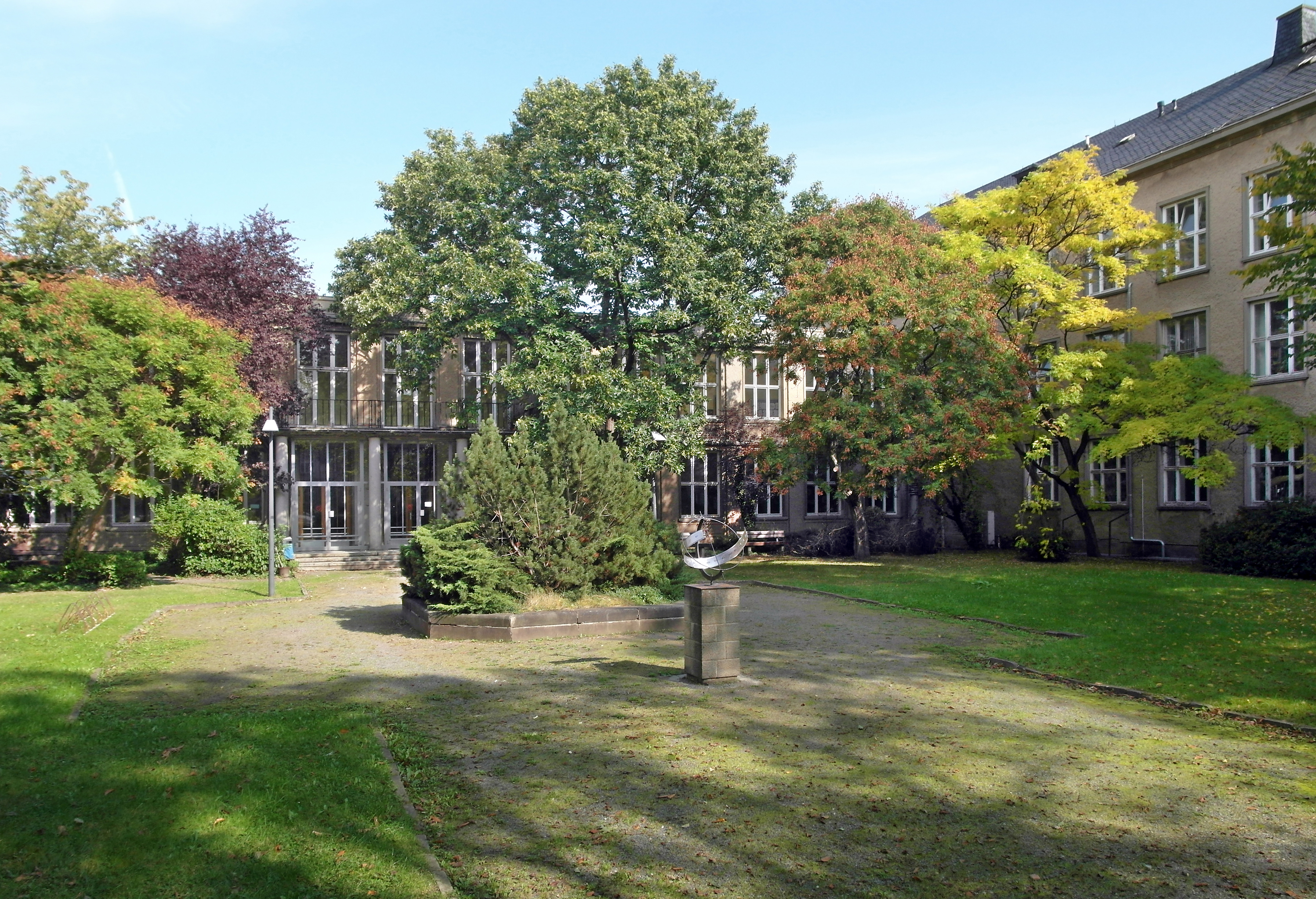
Grünflächen am Willers-Bau der TU Dresden

Werner Bauch konnte nach Kriegsende direkt an seine Karriere anschließen. Von 1945 bis 1949 war er in der Abteilung Landschaftspflege der Landesregierung Sachsen beschäftigt. Auf Fürsprache Alwin Seiferts bekam er 1949 das Angebot für einen Lehrauftrag an der HU Berlin, den er aber wegen Verpflichtungen in Plauen und Chemnitz ablehnte. Bauch wurde 1950 Teilprojektleiter der „Landschaftsdiagnose der DDR“ für Sachsen. Zwar wurde das Projekt von den beiden überzeugten Sozialisten Reinhold Lingner und Frank Erich Carl entwickelt, alle Teilprojektleiter (Hermann Göritz/Brandenburg, Martin Ehlers/Mecklenburg-Vorpommern, Werner Bauch/Sachsen, Otto Rindt/Sachsen-Anhalt, Rudolf Ungewitter/Thüringen) hatten aber eine Vergangenheit in der NSDAP oder ihrer zugehörigen Organisationen.
Zum Wintersemester 1950 übernahm Bauch an der TH Dresden einen Lehrauftrag für Landschafts- und Gartengestaltung. Im Jahr 1952 folgte seine Berufung zum Professor mit Lehrauftrag für Garten- und Landschaftsgestaltung in Dresden; ab 1955 war er Professor mit Lehrstuhl für Gartenkunst, Landschaftsgestaltung und Ingenieurbiologie. Hier war er Ziehvater von Harald Linke (1928–2024), der ihm 1968 als Professor nachfolgte. Von 1959 bis 1963 übernahm er die kommissarische Leitung des Institutes für ländliches Bauwesen in der Fakultät für Bauwesen. Gleichzeitig hielt Bauch weiterhin Kontakt zu seinen früheren Kollegen aus dem Kreis der Landschaftsanwälte und war das einzige korrespondierende Mitglied in der DDR. Zu Bauchs Arbeiten dieser Zeit gehören die Gestaltung sämtlicher Freiflächen der TH Dresden sowie die Grünflächengestaltung der Talsperre Pöhl (1963). Bauch setzte sich zudem Anfang der 1950er-Jahre im Wettbewerb um die Neugestaltung des Großen Gartens zum Kulturpark durch, doch wurden nur wenige seiner Entwürfe umgesetzt. Neben seiner Tätigkeit als Hochschullehrer führte Bauch sein privates Landschaftsarchitekturbüro weiter, das er erst 1972 schloss.
Bauch war Mitglied des Bundes der Architekten der DDR (1952), FDGB (1953), des Kulturbundes (1945) in der DDR, der Deutschen Akademie der Landwirtschaftswissenschaften zu Berlin sowie zahlreicher weiterer Fachgremien. Sein Nachlass befindet sich im Besitz des Universitätsarchivs der TU Dresden.

## Familie
Werner Bauch war mit Maria Bauch verheiratet und hatte einen Sohn (Johannes, 1934–1975). Bauch starb 1983 in Dresden und wurde auf dem Loschwitzer Friedhof beigesetzt.

## Arbeiten (Auswahl)
(Quelle: )
- ab 1950: Freiflächen der TH/TU Dresden (u. a. Willers-Bau, Andreas-Schubert-Bau, Barkhausen-Bau, Merkel-Bau)
- 1951–1952: Planung zur Umwandlung des Großen Gartens Dresden in einen Kulturpark (teilweise ausgeführt)
- 1952: Gartenanlage des Drude-Baus, Dresden
- 1952: Freianlagen der Studentenwohnheime Zellescher Weg, Dresden
- 1956: Freiflächengestaltung Atriumsinnenhof Alte Mensa Dresden
- 1958: Freiflächengestaltung Mensa-Gebäude Reichenbachstraße, Dresden
- 1960: Freiflächen der Hochschule für Verkehrswesen, sei 1992 Hochschule für Technik und Wirtschaft Dresden
- 1963: Gestaltung Talsperre Pöhl
- 1963: Freiflächen Studentenwohnheime St. Petersburger Straße, Dresden
- 1965: Gartengestaltung Pädagogische Hochschule „Karl Friedrich Wilhelm Wander“ Dresden
- 1965: Freiflächen Kinderkrippe Seevorstadt-Ost, Dresden
- 1968: Freiflächen Studentenwohnheim Fritz-Löffler-Straße 12–14, Dresden
- um 1971: Gartenterrasse Forschungsinstitut „Manfred von Ardenne“, Dresden

## Ehrungen
- 1956: bundesdeutsche Auszeichnung „Hilfe durch Grün“ für die Musterpflanzung des Schafguts Bug
- 1963: Ehrendoktorwürde der Hochschule für Garten- und Weinbau Budapest
- Kurt-Beyer-Medaille der TH Dresden